# Аденовирусно запаљење вежњаче
Аденовирусно запаљење вежњаче је вирусна болест коју изазивају аденовируси типа 8, 5, 9, 11, 19. Лечење се заснива на примени одређених лекова и спровођење специфичних поступака лечења.

## Епидемиологија
Аденовирусно запаљење вежњаче је веома заразно - понекад се могу развити епидемије заражених у већим групама или у појединим областима.
Болест се јавља подједнако код мушкараца и жена, и не показује старосну и расну склоност.
Период инкубације болести је приближно 10 дана.

## Етиопатогенеза
Аденовируси су вируси слични онима који изазивају кашаљ и прехладу Врло су заразни јер се брзо размножавају и брзо се шире на друге људе у човековом окружењу. У већини случајева преносе се капљицама у ваздуху, најчешче након блиског контакта са особама у акутној фази болести.
Кад једном у људско тело уђу аденовируси, они временом почињу да се умножавају и изазивају инфламаторни процес, истовремено у пределу:
- слузокоже очију
- горњих дисајних путева (назофаринкса. тонзила, фарингса, ларингса, итд).

Овај облик запаљења вежњаче јављаја се само у облику акутних коњунктивита, и најчешће је удружен са кератитом, али манифестације се могу видети и на капцима, а може се дефмисати и као:
- специфична форма кератокоњунктивита која се може и спонтано излечити или,
- нелечена форма која прелази у хронично обољење пролазећи кроз различите стадијуме карактеристичне за ово обољење.[4]

Болест може бити удружена и са другим вирусима као што су: миксовируси, парамиксовируси, пикновируси, молускум контагиозум и верука вулгарис вируси.

## Клиничка слика
Клиничка слика болести се карактерише:
- отоком капака око трепавица,
- едемом вежњаче,
- великим фоликулом у палпебралној вежњачи,
- црвенило очног капка
- осећајајем страног тела или песка у оку током трептања,
- воденасти исцедак
- увећање лимфних жлезда на врату и/или око уха
- симптоми налик грипу
- незнатна осетљивост на светло (фотофобија)

Касније се могу придружити и знаци нумуларног запаљења рожњаче (лоптасти инфилтрати субепителијаално).
Општи клинички ток болести, узимајући у обзир правовремено лечење, траје око 3-4 недеље.

## Диференцијална дијагноза
Диференцијално дијагностички треба имати у виду следеће болести:
- Херпес симплекс вирусом изазвано обољење ока
- Хламидијама изазвано обољење ока
- Бактеријско  запаљење вежњаче
- Токсично запаљење вежњаче
- Алергијско запаљење вежњаче
- Атопијски облик запаљење вежњаче
- Блефароконјуунктивитис
- Страно тело.

## Терапија
Лечење почиње испирањем ока раствором повидон јодида на сваки сат, уз примену антивирусних капи за очи и оралних антивирусних лекова. Иако ови лекови могу бити ефикасни, нису у могућности да потпуно уклона вирус, што ствара потенцијалне услове да се вирусно запаљење може поновити.
Лечење се може комбиновати и са антибиотиком и кортизоном, у облику капи, масти, таблета или убризгавањем у око. Према потреби користе се и мидријатици.
Уколико ожиљци настали након запаљења узрокује трајно оштећење које значајно нарушава вид, или ако болест не реагује на лекове, може се применити трансплантација рожњаче
Опште мере
- Код пацијената са јаком фотофобијом неопходно је ношење тамних наочара.
- Ако је око јако лепљиво, повремено се може обрисати стерилном ватом намоченом у охлађену прокувану воду онолико често колико је то потребно.
- Како су вирус јако заразан и све што дође у контакт са пацијентовим сузама је јако инфективно. У том смислу пацијент мора користити свој пешкир, постељину и јастучницу, које треба мењати што је чешће могуће
- Не треба дирати лице рукама и не треба прати руке често.
- Када се користите маст и капи за очи не сме се дозволити да млазница додирује очи или трепавице.
- Деца не би требало да иду у школу најмање једну недељу или све док је око црвено или упаљено.[10]